# Mughiphantes omega
Mughiphantes omega är en spindelart som först beskrevs av Denis 1952.  Mughiphantes omega ingår i släktet Mughiphantes och familjen täckvävarspindlar.
Artens utbredningsområde är Rumänien. Inga underarter finns listade i Catalogue of Life.